# Room2012

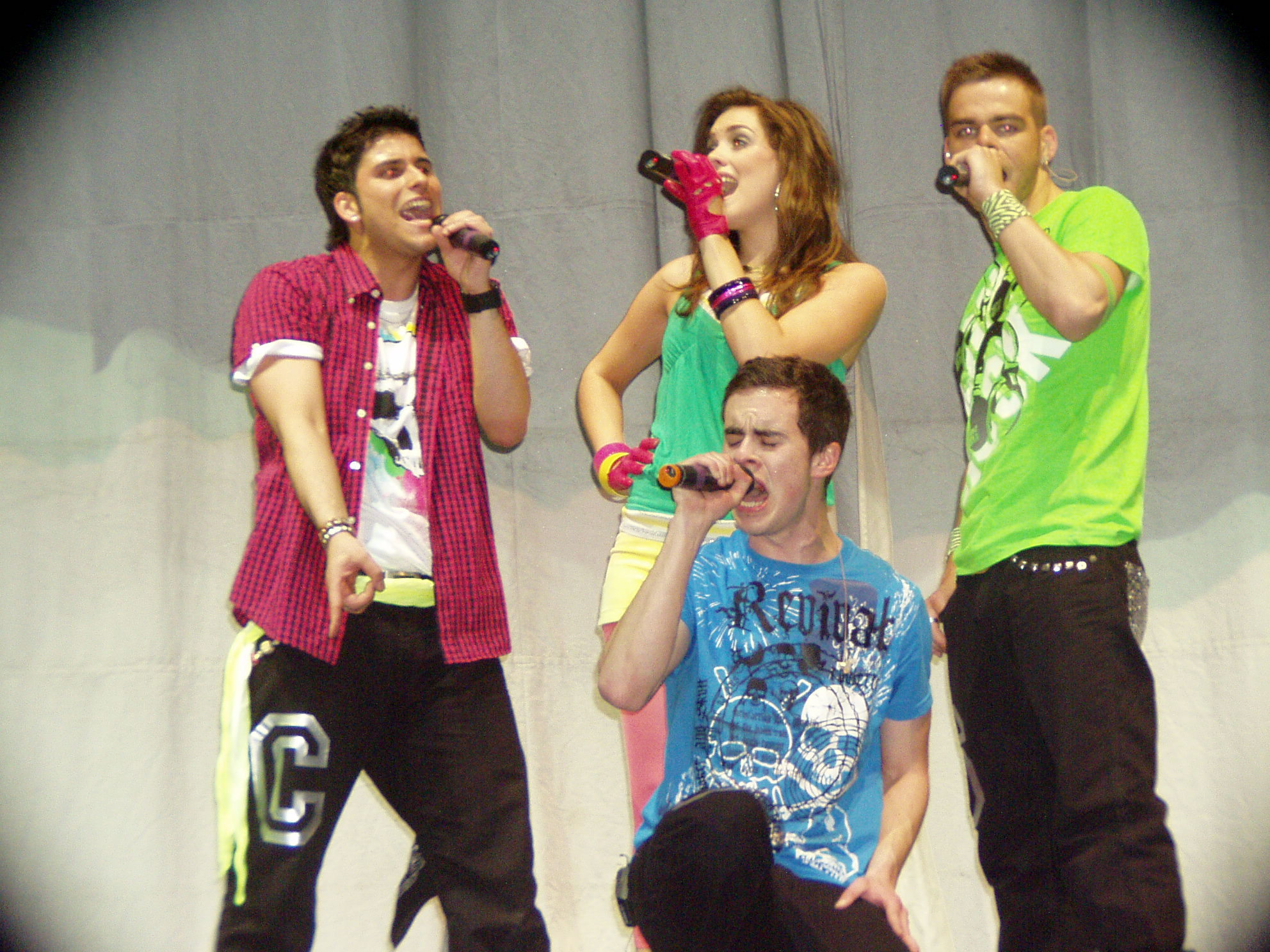
Room2012

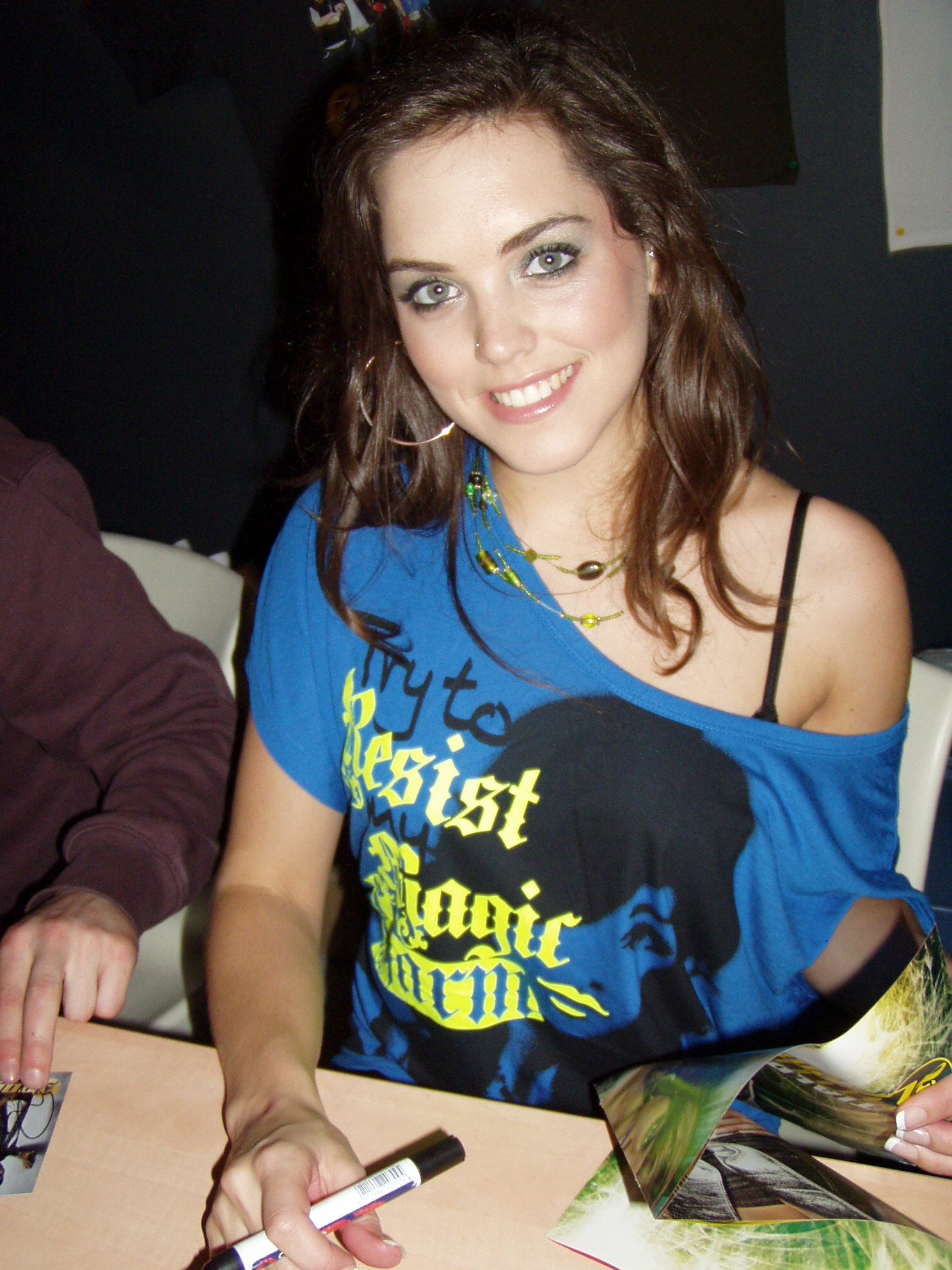
Tialda van Slogteren (2008)

Room2012 is een Duitse muziekgroep die gevormd werd door de winnaars van Popstars in de herfst van 2007.
De groep bestaat uit de winnaars Cristobal Galvez Moreno, Julian Kasprzik, Sascha Schmitz en de Nederlandse Tialda van Slogteren. In 2007 kwam meteen het debuutalbum Elevation uit en de eerste single Haunted werd een hit in Duitsland, Oostenrijk en Zwitserland. De volgende twee singles hadden minder succes. De band werd de eerste Duitse Popstars winnaar waarvan het album en de eerste single niet de nummer één positie in de hitlijst behaalden. In 2009 werden de activiteiten van de groep gepauzeerd nadat de groep zonder platenlabel kwam te zitten. De bandleden gingen zich op een solocarrière concentreren.
Tialda van Slogteren (22 mei 1985) werkte als schoenenverkoopster en model. In 2003 en 2004 deed Van Slogteren mee aan de Nederlandse versie van Idols. Beide keren kwam ze tot de laatste 30 maar haalde de finale niet.
In 2007 deed ze mee aan de zesde editie van de Duitse talentenjacht Popstars. Hiervoor werd ook in Nederland een voorronde gehouden. Van Slogteren werd een van de vier winnaars en zit hierdoor samen met Moreno, Kasprzik en Schmitz in de via het programma gevormde band Room2012.
Eind 2008 ging de groep voor onbepaalde tijd uit elkaar.